# Fortsættelseskrigen
Fortsættelseskrigen (finsk: jatkosota, svensk: fortsättningskriget, russisk: Советско-финская война (1941-44)) (25. juni 1941 – 19. september 1944) var den anden af de to krige, som blev udkæmpet mellem Finland og Sovjetunionen under 2. verdenskrig.
Da krigen brød ud, fik den navnet Fortsættelseskrigen af finnerne for at understrege sammenhængen med den forudgående Vinterkrig. Sovjetunionen opfattede krigen som blot en af fronterne i krigen mod Tyskland og dets allierede i Den Store Fædrelandskrig, som russerne kalder den. Tilsvarende opfattede Tyskland sine egne operationer i området som led i sin overordnede krigsindsats i 2. verdenskrig.
Storbritannien erklærede krig mod Finland den 6. december 1941, efterfulgt af sine dominions kort tid senere. Fortsættelseskrigen er et sjældent tilfælde, hvor et demokratisk land erklærer krig mod et andet demokrati, selv om de britiske styrker ikke var egentlige deltagere i krigen. Tyskland deltog ved at stille kritisk materiel til rådighed og ved militært at samarbejde med Finland. De Forenede Stater erklærede ikke krig mod Finland og kæmpede ikke mod finnerne, men sendte betydelige forsyninger til Sovjetunionen til brug i krigen mod Tyskland og dets allierede.
Kampene mellem de finske og de sovjetiske styrker sluttede i september 1944, og den formelle afslutning på Fortsættelseskrigen blev underskrevet med Paris-fredsaftalen i 1947.

## Indledning
Selv om Fortsættelseskrigen blev udkæmpet i periferien af 2. verdenskrig og omfattede forholdsvis få tropper, er den det eneste eksempel på, at en helt igennem demokratisk stat valgte at stå på samme side som Aksemagterne, om end uden at være underskriver af Pagten.
Storbritannien erklærede krig mod Finland den 6. december 1941, den finske uafhængighedsdag, sammen med Canada og New Zealand. Australien og Sydafrika fulgte efter den 8. december. De Forenede Staters udenrigsminister Cordell Hull lykønskede den 3. oktober 1941 den finske udsending med befrielsen af Karelen, men advarede Finland om ikke at rykke ind på sovjetisk territorium. USA erklærede heller ikke krig mod Finland, da det gik i krig med Aksemagterne og gik sammen med Storbritannien om at understrege Finlands uafhængighed over for Stalin ved Teherankonferencen. På den anden side opbragte den amerikanske regering finske skibe i amerikanske havne, og i sommeren 1944 blev de finske diplomatiske og handelsmæssige kontorer i USA lukket som følge af præsident Rytis traktat med Tyskland. Den amerikanske regering advarede senere Finland om følgerne af fortsat at følge Aksemagterne.
Den mest kendte britiske aktion på finsk jord var et flyangreb på tyske skibe i den finske havn Petsamo den 31. juli 1941. Der kom ikke meget ud af angrebet, hvor tre britiske fly gik tabt, men det var tænkt som en demonstration af britisk støtte til den sovjetiske allierede. Senere i 1941 gav Hurricanes fra RAF, som havde base ved Murmansk, lokal flystøtte for sovjetiske tropper og eskorte for russiske bombefly. De britiske bidrag til krigen var sporadiske, men signifikante.
Den finske lyttetjeneste skal have bidraget effektivt til de tyske aktioner mod britiske konvojer til Murmansk. Gennem hele krigen udførte tyske fly fra baser i det nordlige Finland angreb mod britiske fly og flådeenheder ved Murmansk og Arkhangelsk.
Finland anvendte begrebet "parallel krig", hvorved finnerne søgte at forfølge sine egne mål i samklang med, men uafhængigt af, Tyskland.
De store begivenheder i 2. Verdenkrig og krigens gang i almindelighed havde stor betydning for udviklingen i Fortsættelseskrigen:
- Tysklands invasion af Sovjetunionen (Operation Barbarossa) hænger tæt sammen med Fortsættelseskrigens begyndelse.
- De allieredes invasion af Frankrig (Slaget om Normandiet) var afstemt med den sovjetiske sommeroffensiv i 1944 mod Finland (9. juni–15. juli 1944).
- Kapløbet mellem de allierede om at nå Berlin førte til afslutningen af Fortsættelseskrigen ved at gøre Nordeuropa betydningløst for krigens afslutning.

## Baggrund

### Før 2. verdenskrig
Selv om Østkarelen aldrig havde været en del af det moderne Finland, var en betydelig del af indbyggerne finsktalende, ortodokse karelere. Efter den finske uafhængighedserklæring var der røster, som talte for, at Østkarelen skulle annekteres for at "redde det fra undertrykkelse". Det ledte til nogle få militære indfald i området (Viena-ekspeditionen og Aunus-ekspeditionen), men de førte ikke til noget. Finland rejste gentagne gange spørgsmålet om Østkarelen i Folkeforbundet, men uden resultat.
I ikke-venstreorienterede kredse blev Det Tyske Kejserriges rolle i den "Hvide" finske regerings sejr over de oprørske socialister under den Finske borgerkrig hilst velkommen, om end de fleste foretrak støtte fra Storbritannien eller Skandinavien. Sikkerhedspolitikken i det nu uafhængige Finland rettede sig i første omgang mod en inddæmningspolitik, hvorved de nye stater Polen, Estland, Letland, Litauen og Finland dannede en defensiv alliance mod Sovjetunionen, men da forhandlinger herom brød sammen, vendte Finland sig mod Folkeforbundet for at opnå sikkerhed. Kontakter med de skandinaviske lande var heller ikke særlig frugtbare. I 1932 undertegnede Finland og Sovjetunionen en ikke-angrebspagt, men selv datidens analytikere betragtede den som værdiløs.
Fredsaftalen fra 1920 blev brudt af Sovjetunionen i 1937, da den stoppede for finske skibes sejlads mellem Ladogasøen og den Finske Bugt via Neva-floden. Det havde været et af punkterne i aftalen, at handelsskibe uhindret kunne bruge denne rute.

### Vinterkrigen og Fredstraktaten i Moskva
Se også: Vinterkrigen
Molotov-Ribbentrop-pagten i 1939 gjorde det muligt for Sovjetunionen at lægge pres på Litauen, Letland, Estland og Finland. De tre baltiske lande gav snart efter for de sovjetiske krav, men Finland blev ved med at afvise kravene. Som følge heraf begyndte Vinterkrigen den 30. november 1939. Fordømmelser fra Folkeforbundet og fra lande over hele verden havde ingen effekt på den sovjetiske politik. Der blev lagt planer om international hjælp til Finland, men i praksis kom der kun lidt ud af det.
Fredstraktaten i Moskva i 1940, som blev undertegnet den 12. marts, betød en afslutning på Vinterkrigen. Traktaten var et alvorligt slag mod Finland. En femtedel af landets industri og 11 % af landbrugsarealet gik tabt sammen med byen Viipuri, der var landets næststørste. Omkring 12 % af Finlands befolkning måtte flyttes over på den finske side af grænsen. Hangö-halvøen blev udlejet til Sovjetunionen som militærbase. På den anden side undgik Finland at dele skæbne med de baltiske lande. Det var fortsat en suveræn stat.

### Den midlertidige fred
Fredstraktaten i Moskva i 1940 var et chok for finnerne. Den blev opfattet som det endelige sammenbrud for Finlands udenrigspolitik, som byggede på multilaterale garantier om støtte. Der blev nu søgt efter bindende bilaterale traktater, og det tidligere så kølige forhold til Sovjetunionen og Det Tredje Rige måtte tøes op. Folkestemningen i Finland gik i retning af, at man skulle generhverve finsk Karelen og satte sin lid til den fredskonference, som man ventede måtte komme efter verdenskrigen. Begrebet Välirauha ("Midlertidig fred") blev populært, efter at den hårde fred var blevet bekendtgjort.
Selv om fredstraktaten var undertegnet, blev krigstilstanden og censuren ikke ophævet på grund af den omsiggribende verdenskrig, den vanskelige fødevaresituation og militærets dårlige tilstand. Dette gjorde det muligt for præsident Kyösti Kallio at bede feltmarskal Mannerheim om at forblive øverstkommanderende og overvåge genoprustningen og fæstningsbyggerierne. I løbet af 1940 modtog Finland materiel, som var købt eller givet under eller lige efter Vinterkrigen. De militære udgifter voksede i 1940 til 45% af Finlands statsbudget. En krigshandelstraktat med Storbritannien fik ikke større effekt som følge af den tyske besættelse af Norge og Danmark.
Tyskland angreb Danmark og Norge i Operation Weserübung den 9. april 1940. Finland og Sverige undgik at blive besat, men var omringet af Tyskland og Sovjetunionen. Fra maj 1940 fulgte Finland en strategi, som gik ud på at genetablere gode forbindelser med Tyskland. De finske medier undlod at kritisere Nazi-Tyskland, men tog også aktiv del i kampagnen. Afvigende holdninger blev censureret bort. Efter slaget om Frankrig blev kampagnen intensiveret.
Gennemførelsen af Moskva-freden gav problemer. Den tvungne udlevering af evakuerede maskiner, lokomotiver og jernbanevogne, den manglende fleksibilitet, når det drejede sig om forhold, som kunne have lettet vanskelighederne, der var skabt af den nye grænse, såsom fiskerirettigheder og brugen af Saimaa kanalen, alt dette forøgede mistroen til Sovjetunionens hensigter.
Uden at Finland kendte til det, var Adolf Hitler begyndt planlægningen af invasionen af Sovjetunionen, (Operation Barbarossa). Han havde ikke været interesseret i Finland inden Vinterkrigen, men nu så han værdien af Finland som en operationsbase og måske også den militære værdi af den finske hær. I de første uger af august fik tysk frygt for, at Sovjetunionen ville angribe Finland, Hitler til at ophæve embargoen på salg af våben og andre produkter til Finland. Det var ganske vist en overtrædelse af Molotov-Ribbentrop-pagten, ligesom det for Finland var en overtrædelse af fredstraktaten i Moskva. De sovjetiske forhandlere havde insisteret på, at troppetransportaftalen (til Hangö) ikke måtte offentliggøres, hvilket gjorde det let for finnerne at holde en troppetransportaftale med tyskerne hemmelig, indtil de første tyske tropper ankom.
Selv om de sovjetiske ledere havde lovet finnerne, at de ikke ville blande sig i indenlandske finske forhold, viste virkeligheden sig at være anderledes. Efter at våbenhvilen var indgået, krævede Sovjetunionen, at den finske industriby Enso, som klart lå på den finske side af den aftalte grænselinje, skulle overdrages. Den sovjetiske indblanding i finsk indenrigspolitik fortsatte med åbenlys sovjetisk støtte til den venstreorienterede organisation SNS – venskabsforeningen Sovjet-Finland, som åbent agiterede for, at Finland skulle slutte sig sammen med Sovjetunionen. Sovjetunionen havde også held med at kræve, at den finske minister Väinö Tanner skulle trække sig tilbage, og at under det finske præsidentvalg i 1940 måtte hverken Mannerheim, Kivimäki, Tanner eller Svinhufvud være kandidater. Den mest bemærkelsesværdige hændelse under den midlertidige fred var den sovjetiske udenrigsminister Molotovs besøg i Berlin, hvor Molotov bad Hitler om frie hænder til at løse det finske spørgsmål.
Forhandlingerne om rettighederne til udvinding af nikkel ved Petsamo var trukket ud i seks måneder, da det sovjetiske udenrigsministerium i januar 1941 bekendtgjorde, at forhandlingerne snart måtte afsluttes. Den samme dag afbrød Sovjetunionen kornleverancerne til Finland. Sovjets ambassadør Zotov blev kaldt tilbage den 18. januar, og sovjetisk radio begyndte at angribe Finland. Tyskere i det nordlige Norge rapporterede den 1. februar, at Sovjetunionen havde samlet 500 fiskerbåde i Murmansk, tilstrækkeligt til at transportere en division. Hitler beordrede tropper i Norge til straks at besætte Petsamo (Operation Renntier), hvis Sovjetunionen indledte et angreb på Finland.
Finnerne tilbød halvdelen af minen til Sovjet og krævede en garanti for, at der ikke blev agiteret mod regeringen i minen. Dette var ikke nok for Sovjet, og da Mannerheim udtalte, at yderligere indrømmelser ville true landets forsvar og truede med at trække sig tilbage, hvis de blev givet, valgte den finske side at lade forhandlingerne løbe ud i sandet, da der ikke var nogen bevægelse i de sovjetiske holdninger.

### Finsk-tysk tilnærmelse
Efter at nikkelforhandlingerne var mislykkedes, var der en pause i de diplomatiske aktiviteter i nogle måneder. I denne periode voksede den tyske interesse for Finland.
Et tegn på interessen var rekrutteringen af en bataljon finske frivillige til Waffen SS med den finske regerings velsignelse. Man har siden set denne bataljon som et tegn på den finske vilje til at samarbejde med Tyskland. Aftalen var, at de finske frivillige ikke ville blive sendt i kamp mod styrker fra Storbritannien eller Grækenland (de eneste europæiske lande, som på daværende tidspunkt var i krig med Tyskland), og aftalen fik en løbetid på to år. Denne bataljon, som fik navnet Finnisches Freiwilligen Bataillon kæmpede som en del af SS Division Wiking i Ukraine og Kaukasus. Da tjenestetiden var overstået, blev bataljonen trukket tilbage fra fronten i maj 1943 og transporteret via Tallinn til Hangö, hvor den blev opløst den 11. juli. Soldaterne blev derefter overført til forskellige enheder i den finske hær.
Det tyske udenrigsministerium sendte Ludwig Weissauer til Finland den 5. maj for at gøre det klart, at der ikke ville udbryde krig mellem Tyskland og Sovjetunionen før tidligst i foråret 1942. De finske ledere troede på dette udsagn, i hvert fald officielt, og sendte beskeden videre til svenskerne og briterne. Da krigen brød ud blot et par måneder senere, var det forståeligt, at både den svenske og den britiske regering mente, at finnerne havde løjet overfor dem.
I foråret 1941 blev fælles krigsplaner diskuteret med Tyskland, ligesom forsyningsveje og sikring af sejlruter. Finland fremsatte anmodninger om betydelig materiel støtte. Finland var villig til at slutte sig til Tyskland mod Sovjetunionen på visse betingelser: en garanti om finsk uafhængighed, grænser fra før Vinterkrigen (eller bedre), fortsatte kornleverancer samt at finske tropper ikke ville krydse grænsen, før Sovjetunionen havde overskredet den. Ankomsten af tyske tropper, der skulle deltage i Operation Barbarossa, indledtes den 7. juni i Petsamo. Inden Fortsættelseskrigen tilbød tyskerne Mannerheim kommandoen over de tyske tropper i Finland – ca. 80.000 mand, men det afslog Mannerheim, for hvis han accepterede, ville han være bundet af de tyske krigsmål.
Det finske parlament blev første gang informeret den 9. juni, da de første mobiliseringsordrer blev udsendt til de tropper, som var nødvendige for at sikre den kommende generalmobilisering. Den 20. juni beordrede den finske regering 45.000 indbyggere ved den sovjetiske grænse evakueret. Den 21. juni blev den finske generalstabschef Erik Heinrichs endeligt informeret af sin tyske modpart om, at angrebet skulle begynde.

## Krigens gang

### Den finske offensiv i 1941
Operation Barbarossa begyndte allerede i det nordlige Baltikum om aftenen den 21. juni, da tyske minelæggere, som havde været skjult i det finske øhav, udlagde to store minefelter tværs over Den Finske Bugt. Disse minefelter viste sig senere at være tilstrækkelige til at holde den sovjetiske flåde i den østligste del af Den Finske Bugt. Senere samme nat fløj tyske bombefly langs Den Finske Bugt til Leningrad og minerede havnen og floden Neva. På hjemvejen blev disse bombefly tanket op på Utti-flyvepladsen. Finland var bekymret for, om Sovjetunionen ville besætte Ålandsøerne, så Operation Kilpapurjehdus ("Regatta") blev iværksat i de første timer af den 22. juni for at besætte Ålandsøerne med finske tropper i stedet. Sovjetiske bombefly iværksatte angreb på finske skibe under operationen, men de tog ikke skade. Finske undervandsbåde lagde også seks små minefelter mellem kl. 8 og 10 i området mellem Suursaari og den estiske kyst i overensstemmelse med en aftale før krigen mellem Finland og Estland.
Om morgenen den 22. juni indledte det tyske Gebirgskorps Norwegen Operation Renntier og begyndte at rykke fra det nordlige Norge til Petsamo. Finland tillod ikke direkte tyske angreb fra sit område mod Sovjetunionen, så tyske styrker i Petsamo og Salla måtte holde sig i ro. Der var stedvise episoder på grænsen mellem Finland og Sovjetunionen, hvor enkelte soldater eller små grupper udvekslede skud, men ellers var der stille på fronten.
Den 21. juni begyndte mobiliserede finske enheder at samles ved den finsk-sovjetiske grænse, hvor de blev opstillet i defensive formationer, efterhånden som de ankom. Finland mobiliserede 16 infanteridivisioner, en kavaleribrigade og to jægerbrigader, som var almindelige infanteribrigader, bortset fra en bataljon i den 1. Jägerbrigade, som var udstyret med erobrede sovjetiske kampvogne. Der var også en håndfuld uafhængige bataljoner, mest formeret af grænsegendarmenheder og fortrinsvis anvendt til rekognoscering. De sovjetiske militærplaner opererede med, at finnerne kun ville være i stand til at mobilisere 10 infanteridivisioner, som de havde gjort det i Vinterkrigen, men russerne havde ikke taget højde for det udstyr, som Finland havde anskaffet sig mellem krigene og uddannelsen af alle våbenføre mænd. Tyske tropper var også til stede i det nordlige Finland: To bjergdivisioner ved Petsamo og to infanteridivisioner ved Salla. Den 22. juni rykkede endnu en infanteridivision fra Oslo via Sverige mod Ladoga-Karelen, idet et forstærket regiment senere blev omdirigeret til Salla.
Mobiliseringen på den sovjetiske side af grænsen begyndte den 18. juni. Det Karelske Næs var dækket af den 23. Armé, som bestod af 50. Korps, 19. Korps og 10. mekaniserede Korps foruden 5 infanteri, 1 motoriseret og 2 pansrede divisioner. I Ladoga-Karelen var der den 7. Armé bestående af 4 infanteridivisioner. I området mellem Murmansk og Salla lå den 14. Armé med det 42. Korps, som bestod af 5 infanteridivisioner (her af en i reserve i Arkhangelsk) og en 1 pansret division. Den Røde Hær havde også omkring 40 bataljoner fra uafhængige regimenter og befæstningstropper i området. I Leningrad var der en garnison bestående af 3 infanteridivisioner og 1 mekaniseret korps.
Det indledende tyske angreb på det sovjetiske luftvåben havde ikke omfattet flyenheder i nærheden af Finland, så Sovjetunionens luftvåben kunne mønstre 750 fly, hvortil kom en del af flådens 700 fly mod finnernes 300 fly. Om morgenen den 25. juni iværksatte Sovjetunionen en større luftoffensiv med 460 fly mod 18 finske byer og ramte fortrinsvis civile mål  og flyvepladser. Sovjetunionen hævdede, at angrebet var rettet mod tyske mål i Finland, men den britiske ambassade kom frem til, at kun finske mål var blevet ramt i det sydlige og centrale Finland, hvor ambassaden havde mange kilder. Angrebet ramte ingen tyske mål. Samtidig begyndte sovjetisk artilleri på Hangö-basen at beskyde finske mål, og et mindre sovjetisk infanteriangreb blev iværksat over grænsen ved Parikkala. Et møde i det finske parlament var indkaldt til den 25. juni, hvor det var meningen, at statsminister Johan Wilhelm Rangell skulle fremlægge en note om Finlands neutralitet i den sovjetisk-tyske krig, men de sovjetiske bombardementer fik ham i stedet til at konstatere, at Finland igen var i krig med Sovjetunionen. Fortsættelseskrigen var begyndt.
Krigen mod Tyskland gik ikke så godt, som sovjetiske krigsspil før krigen havde forudset, og den sovjetiske overkommando måtte snart rykke alle til rådighed stående enheder til de sammenbrydende fronter. Luftoffensiven mod Finland kunne derfor ikke fortsættes og støttes af en landoffensiv som oprindeligt planlagt. Hertil kom, at 10. mekaniserede korps med to pansrede divisioner og den 273. infanteridivision blev trukket tilbage fra Ladoga-Karelen, og dermed forsvandt de forsvarende enheders reserver.

#### Generobringen af Ladoga-Karelen
Ladoga-Karelen er området umiddelbart nord for Ladogasøen, og her indledte den finske hær sin offensiv den 9. juli 1941. Selv om de sovjetiske styrker havde forberedte stillinger langs grænsen, gennembrød de finske styrker snart disse og afbrød hurtigt jernbaneforbindelsen mellem Sortavala og Petrozavodsk, hvorefter de nåede frem til Ladogasøen. Sortavala blev erobret den 5. august, og derefter fortsatte de finske styrker med at rykke østpå og erobre resten af Ladoga-Karelen, hvilket blev afsluttet den 23. august.

#### Generobring af det Karelske Næs
Den største finske styrke stod på det Karelske Næs over for sovjetiske styrker i forberedte stillinger langs vejene. Da finnerne angreb den 31. juli 1941, skete det derfor gennem skovene uden om vejene, og de isolerede derved de sovjetiske stillinger. Herefter fortsatte det finske angreb, indtil hele det i Vinterkrigen tabte område på det Karelske Næs var generobret. Dette var gennemført den 2. september 1941.

#### Erobring af Østkarelen
Finnerne opfattede Østkarelen som finsk område, selv om det i århundreder havde tilhørt Rusland. Den finske offensiv blev indledt den 4. september 1941. I første række stødte de finske styrker frem mod floden Svir, som forbinder Onega og Ladogasøerne. Dernæst fortsatte offensiven nord herfor med erobring af Karelens hovedby Petrozavodsk. Offensiven fortsatte også længere mod nord, men det lykkedes ikke for de finske styrker at bryde helt igennem til Hvidehavet. Offensiven sluttede først i december 1941.

#### Fremrykning fra det nordlige Finland
Se også: Operation Silberfuchs
Den operationelle grænse mellem de finske og de tyske styrker gik mod sydøst fra Oulujärvi-søen til grænsen og derefter direkte mod øst. Den finske 14. division kontrollerede den sydlige del af grænsen, mens den nordlige del blev kontrolleret af AOK Norwegen under generaloberst Nikolaus von Falkenhorst. Det finske III Korps (generalmajor Hjalmar Siilasvuo) var længst mod syd, det tyske XXXVI Korps (general Hans Feige) kom derefter, og det tyske bjergkorps under general Eduard Dietl var længst mod nord ved Petsamo. Tilsammen rådede de over tre infanteri-, to bjerg- og en SS "Nord" divisioner og to pansrede bataljoner. Hertil kom et infanteriregiment og et artilleriregiment fra den tyske 163. division. Over for dem stod den 14. sovjetiske arme (generalløjtnant Frolov) ved Murmansk og dele af 7. Arme sammen med seks infanteri- og en pansret division og en division, som styrkede de befæstede områder.
Da finnerne ikke havde tilladt tyskerne at angribe over grænsen før den 25. juni, havde de sovjetiske styrker fået rigeligt varsel og brugte tiden på at befæste grænseområdet. Koncentrationen af tyske tropper ved grænsen tog længere tid end forventet, så offensiven blev forsinket til den 29. juni, en uge senere end begyndelsen på Operation Barbarossa, således at den Røde Hær fik endnu mere tid til at forberede sine forsvarsstillinger.
Bjergkorpset gennembrød den sovjetiske front i de tidlige timer den 29. juni og rykkede næsten 30 kilometer frem til Litsa-floden, hvor offensiven måtte afbrydes på grund af forsyningsproblemer den 2. juli. Da angrebet blev genoptaget en uge senere, havde den sovjetiske hær fået forstærkninger bragt frem og bygget forsvarsstillinger, så angrebet kom ikke videre.
Det XXXVI Korps angreb langs jernbanen mellem Rovaniemi-Kandalaksja den 1. juli, men efter blot en enkelt dag havde SS division "Nord" mistet sin kampkraft, og det tog en uge, inden det lykkedes den tyske 169. division og den finske 6. division at erobre Salla, og blot to dage senere blev hele offensiven stoppet af en ny sovjetisk forsvarslinje.
Tyskerne havde brugt alle deres styrker i offensiven og havde ingen reserver til rådighed, så de måtte hentes fra Tyskland og Norge. Det betød en forsinkelse af operationerne, hvilket den sovjetiske hær brugte effektivt til at bringe forstærkninger frem og forbedre sine stillinger. Den tyske overkommando, OKW, kunne kun fremskaffe to infanteriregimenter til von Falkenhorst, og OKW ville styre deres anvendelse i detaljer, hvilket førte til uenighed mellem OKW og von Falkenhorst med det resultat, at de ikke blev indsat bedst muligt. På grund af dette lykkedes det ikke at vinde yderligere terræn, da offensiven blev genoptaget den 8. september ved Lista-floden, hvorefter OKW gav ordre til, at styrkerne skulle gå i forsvarsposition.
Ved Salla gik det bedre for XXXVI Korps fra den 19. august, hvor den finske 6. division havde afskåret de sovjetiske forsyningsveje, hvilket tvang den Røde Hærs 104. og 122. division til at opgive deres befæstede stillinger og tunge udstyr den 27. august. Dette blev fulgt af fremrykning på næsten 50 kilometer, indtil angrebet gik i stå ved den næste sovjetiske forsvarslinje ved Verma-floden den 19. september. Von Falkenhorst anmodede to gange om forstærkninger fra Tyskland for straks at kunne fortsætte offensiven, inden den sovjetiske hær blev ordentligt organiseret, men fik afslag begge gange.
Det finske III Korps var operationelt underlagt den tyske AOK Norwegen og var placeret i Kuusamo-Suomussalmi-regionen. Det var en meget svag formation, som kun bestod af en infanteridivision (3. division) og to selvstændige bataljoner. Styrken blev kommanderet af generalmajor Hjalmar Siilasvuo. På den anden side stod den sovjetiske 54. infanteridivision under kommando af generalmajor I.V. Panin, og den blev i august forstærket af den 88. infanteridivision under generalmajor A.I. Zelentsov samt det 1.087. infanteriregiment. I november blev det yderligere forstærket af den 186. infanteridivision og et regiment fra grænsestyrkerne.
Korpset fik ordre til at angribe i retning mod Uhtua (nu Kalevala) og Kiestinki (nu Kestenga). Da offensiven indledtes den 1. juli, blev angrebet sinket af en sovjetisk styrke, og det varede indtil den 9. juli, inden det sovjetiske forsvar ved floden Vuonnisenjoki i syd og til den 20. juli inden floden Sohjananjoki blev nået i nord. I syd fortsatte angrebet den 11. juli med et flankeangreb over Ylä-Kuittijärvi-søen, men det sovjetiske forsvar var så effektivt, at angrebet måtte afbrydes i starten af september, mens der fortsat var 10 kilometer til Uhtua, da de angribende styrker måtte overføre to bataljoner til den nordlige gruppe.
Den nordlige gruppe blev forstærket med et infanteriregiment fra SS division "Nord", og angrebet fortsatte den 30. juli. En uge senere blev Kiestinki erobret, og angrebet fortsatte langs vejen og jernbanen mod øst. Det finske 531. infanteriregiment rykkede meget hurtigere frem langs jernbanen end de øvrige styrker. Kommandøren for den nyligt ankomne sovjetiske 88. infanteridivision så muligheden, og det sovjetiske 758. infanteriregiment angreb gennem skoven bag det finske infanteriregiment og havde held til at omringe det den 20. august. Det var den største finske enhed, som det lykkedes de sovjetiske styrker at omringe under hele krigen.
Det lykkedes for finnerne at åbne en sti gennem skoven den næste dag, men forsyningsvejen via jernbanen forblev lukket, så det 53. infanteriregiment trak sig tilbage gennem skoven den 2. september efter at have ødelagt efterladt materiel. De finske styrker blev forstærket med det andet infanteriregiment fra SS-Division "Nord", og det sovjetiske modangreb blev stoppet 10–15 kilometer øst for Kiestinki.
I løbet af oktober blev styrkerne forsynet, udhvilet og forstærket med resten af SS-Division "Nord", men von Falkenhorst og Siilasvuo planlagde at starte et nyt angreb i november. OKW gav AOK Norwegen ordre til ikke at angribe, men forberede sig på forsvar. Imidlertid indledte von Falkenhorst og Siilasvuo alligevel deres offensiv den 1. november. Det lykkedes for finnerne at gennembryde de sovjetiske linjer, og et sovjetisk infanteriregiment blev omringet mellem finner og tyskere. Situationen var truende for den Røde Hær, og den begyndte at overføre den nye 186. infanteridivision fra Murmansk til Kiestinki. Mannerheim kontaktede Siilasvuo og beordrede ham til at stoppe angrebet, da det truede Finlands forhold til De Forenede Stater. OKW gentog også sin ordre til von Falkenhorst om at stoppe offensiven, frigøre SS Division "Nord" og overføre den til Tyskland. Med ordren om at overgå til defensive operationer afgivet den 17. november var det sidste forsøg på at nå jernbanen til Murmansk slået fejl.

#### Søkrigen i Den Finske Bugt
Efter Vinterkrigen og den sovjetiske besættelse af de Baltiske lande havde den sovjetiske flåde en stærk stilling. Den baltiske flåde var den største flåde i Østersøen med to slagskibe, 2 lette krydsere, 19 destroyere, 68 undervandsbåde og 709 marinefly. Med en sovjetisk flådebase på Hangö i det sydlige Finland og sovjetisk kontrol over de Baltiske lande var finnerne bekymrede for, at Sovjetunionen let kunne gennemføre en blokade af Finland, og den lange finske kyst ville være sårbar over for amfibieangreb.
Den finske flåde (Merivoimat) var delt i to våbengrene, kystartilleriet og marinen. En række faste kystartilleriforter opført af russerne før 1. verdenskrig (Peter den Stores kystfæstninger) var nu under finsk kontrol. Marinen var lille og bestod blot af to kystforsvarsskibe, fem undervandsbåde og en række mindre enheder.
Den tyske flåde kunne kun stille en mindre del af sin flådestyrke til rådighed i Østersøen, da den var optaget af krigen mod Storbritannien. Tysklands vigtigste mål i Østersøen var at beskytte skibsruterne, som blev brugt til transport af den kritisk vigtige jernmalm til krigsindustrien, som blev importeret fra Sverige.
Samarbejdet mellem Tyskland og Finland var tættest til søs i Østersøen og Den Finske Bugt, og allerede inden krigen var de to parter enedes om at benytte taktikken fra 1. verdenskrig. Begge landes marine ville udlægge miner for at eliminere truslen fra den overlegne sovjetflåde og lade landstyrkerne om at sikre sejren. Flådebasen i Hangö skulle belejres. Nogle timer før Operation Barbarossa blev indledt, begyndte den finske og den tyske marine at udlægge minebælter i Østersøen og Den Finske Bugt. Allerede på dagens anden dag stødte en sovjetisk destroyer på en mine og sank. På grund af denne taktik var Sovjetunionen ude af stand til at bruge sin overlegne flåde, og dens tab voksede i løbet af sommeren 1941.
Da dens flådebaser i Riga og Liepaja gik tabt, trak den sovjetiske flåde sig tilbage til Tallinn. I slutningen af august omringede tyske tropper Tallinn, og Sovjetunionen forberedte en evakuering af byen ad søvejen. Som modtræk udlagde den tyske og finske marine 2.400 miner ud over de 600 miner, som allerede fandtes i farvandet ud for Tallinn. Tysk artilleri tog opstilling ved Kap Juminda, og nogle finske og tyske torpedobåde blev sat til at bevogte minefeltet. Evakueringen af Tallinn omfattede 160 skibe, som evakuerede 28.000 personer, herunder den kommunistiske ledelse og dens familier, tropper fra hær og marine samt 10.000 estere, som var blevet udskrevet til tvangsarbejde, foruden 66.000 tons materiel. Evakueringen begyndte om natten den 27. august, samtidig med at de første tyske tropper brød ind i byen. Under lastningen var den sovjetiske marine under konstant angreb fra tyske bombefly og artilleri, især da flåden nåede det stærkt minerede Kap Juminda. Ved midnat den 28. løb flåden ind i minefeltet ved Kap Juminda, mens den var under angreb af finske og tyske torpedobåde. Tabene var store: 65 ud af de 160 skibe gik tabt, og flere blev beskadiget. Op mod 16.000 ud af de 28.000 evakuerede omkom. Med meget små midler lykkedes det således den tyske og finske flåde at tilføje den sovjetiske flåde et alvorligt slag. Den trak sig tilbage til flådebasen Kronstadt uden for Leningrad, hvor dens store enheder forblev indtil sommeren 1944.
Snart efter led den finske flåde sit største tab den 13. september 1941, da det finske kystforsvarsskib Ilmarinen ramte en mine og sank under Operation Nordwind, hvorved 271 finske søfolk blev dræbt.
Sovjetiske styrker havde fortsat kontrollen over flådebasen Hangö på Finlands sydvestkyst, men da Belejringen af Leningrad blev intensiveret, havde den mistet sin betydning, og den blev rømmet i december 1941.

#### Politisk udvikling
Den 10. juli indledte den finske hær en stor offensiv på det Karelske Næs og nord for Ladogasøen. I sin dagsbefaling gentog den finske præsident Carl Gustaf Mannerheim sit løfte fra den Finske borgerkrig om, at hans sabel ville forblive ude af sin skede, indtil Finland og Østkarelen var befriet. Dette var et klart signal om, at den finske involvering i krigen havde offensiv karakter. I slutningen af august 1941 var finske tropper nået frem til grænsen fra før krigen. Krydsningen af grænsen førte til spændinger i hæren, i regeringen, i de politiske partier og i folket. Militær ekspansionisme var nok blevet mere populær end tidligere, men det var langtfra alle, som bakkede om om den.
De internationale relationer blev sat under pres — især over for Storbritannien og Sverige, hvis regeringer i maj havde fået at vide af udenrigsminister Rolf Witting, at Finland absolut ikke havde planer for en militær kampagne sammen med tyskerne. Finlands forberedelser var af rent forsvarsmæssig karakter, hed det sig.
Sveriges førende politikere havde håbet at kunne forbedre forholdet til Tyskland ved indirekte at støtte operation Barbarassa gennem Finland. Statsminister Per Albin Hansson og udenrigsminister Christian Günther opdagede imidlertid, at den politiske støtte i den nationale Samlingsregering og i Socialdemokratiet ikke var tilstrækkelig, især efter Mannerheims dagsbefaling og endnu kraftigere efter, at Finland to måneder senere unægtelig havde indledt en erobringskrig. Et håndgribeligt resultat var, at Finland blev mere og mere afhængig af leverancer af fødevarer og krigsmateriel fra Tyskland.
Det britiske Commonwealth indledte en blokale af Finland, og den britiske ambassadør blev trukket tilbage. Den 31. juli 1941 angreb Royal Air Force den finske havn Petsamo ved ishavet.. Skaderne var begrænsede, da havnen næsten var tømt for skibe.
Den 11. september fik den amerikanske ambassadør Arthur Schoenfeld at vide, at offensiven på Det Karelske Næs ville blive stoppet ved grænsen fra før krigen, bortset fra at der ville blive foretaget nogle mindre grænseudretninger, og Finland ville "under ingen omstændigheder" deltage i en offensiv mod Leningrad, men ville i stedet indlede et statisk forsvar og afvente en politisk løsning. Over for Schoenfeld understregede Witting, at Tyskland ikke måtte få kendskab til dette. Mannerheims afvisning af at angribe Leningrad var det, som i sidste ende reddede byen. Et koordineret finsk-tysk angreb i september 1941 ville med stor sandsynlighed have gennembrudt det sovjetiske forsvar.
Den 22. september blev en britisk note forelagt den finske regering (af Norges ambassadør Michelet) med krav om, at de tyske tropper skulle udvises fra finsk territorium, og at Finland skulle trække sig tilbage fra Østkarelen til stillinger bag grænsen fra før Vinterkrigen.
Finland blev truet med en britisk krigserklæring, hvis ikke disse krav blev opfyldt. Krigserklæringen blev udsendt på Finlands uafhængighedsdag den 6. december med virkning fra den 7. december klokken 12 GMT. Tidspunktet var valgt samtidig med, at der var japanske flådebevægelser i gang mod britiske kolonier i Sydøstasien og var en indikation af, at den britiske krigserklæring skulle tilskynde Sovjetunionen til at erklære krig mod Japan.
I december 1941 havde den finske fremrykning nået floden Svir, som forbinder de sydlige ender af Ladogasøen med Onegasøen og udgør den sydlige grænse for Østkarelen. Ved slutningen af 1941 stabiliseredes fronten, og finnerne gennemførte ikke større offensive operationer i det følgende to et halvt år. Kampmoralen blandt tropperne faldt, da det blev klart, at krigen ikke ville slutte foreløbig.
Det har været foreslået, at henrettelsen af den prominente pacifist Arndt Pekurinen i november 1941 skyldtes frygt for, at demoraliseringen i hæren blev fremmet af denne form for aktivisme.

### Skyttegravskrig 1942-1943

#### Diplomatiske manøvrer
Operation Barbarossa var planlagt som en Blitzkrieg, der kun skulle vare nogle få uger. Britiske og amerikanske observatører troede, at invasionen ville være afsluttet inden august. I efteråret 1941 viste dette sig at være forkert, og ledende finske militærfolk begyndte at tvivle på, om Tyskland kunne afslutte kampagnen. Tyske tropper i det nordlige Finland stod over for forhold, som de ikke var tilstrækkelig forberedte på og var slet ikke i stand til at nå de opstillede mål, først og fremmest Murmansk. Finland ændrede nu strategi. Der blev tilbudt en separatfred med Sovjetunionen, men Tysklands styrke var for stor. Ideen om, at Finland måtte fortsætte krigen, men samtidig undgå at udsætte sine tropper for større fare end højest nødvendigt, vandt støtte, måske i håbet om at Værnemagten og den Røde Hær ville slide hinanden tilstrækkeligt ned, til at forhandlinger kunne gå i gang, eller i det mindste at de ikke ville stå i vejen for Finlands uafhængige beslutninger. Nogle kan endda have håbet på, at tyskerne i den sidste ende ville vinde krigen.
Finlands deltagelse i krigen gav store fordele for Tyskland. Den sovjetiske flåde var blokeret i Den Finske Bugt, så Østersøen var frit tilgængelig som træningsområde for tyske ubådsbesætninger og for tysk skibsfart i det hele taget, ikke mindst for transport af jernmalm fra Sverige og nikkel og sjældne metaller fra Petsamoområdet i Finland til brug for stålproduktionen. Den finske front sikrede den nordlige flanke for den nordlige tyske armegruppe i Baltikum. De 16 finske divisioner bandt et stort antal sovjetiske tropper og lagde pres på Leningrad – selv om Mannerheim afviste at angribe – og truede jernbanen til Murmansk. Hertil kom, at Sverige blev yderligere isoleret og i stigende grad var under pres for at opfylde tyske og finske ønsker, om end med begrænset succes.
Trods Finlands bidrag til den tyske sag havde de vestallierede ambivalente følelser over for landet. På den ene side havde finnerne fortsat goodwill i Vesten, og på den anden side var der nødvendigheden af at støtte den vigtige østlige allierede Sovjetunionen. Resultatet blev, at Storbritannien erklærede krig mod Finland, mens USA undlod. Med få undtagelser var der ikke kampe mellem disse lande og Finland, men finske søfolk i udlandet blev internerede. I USA blev Finland fordømt for at have angrebet amerikanske Lend-Lease konvojer, men fik ros for at have fortsat med at betale af på sin gæld fra 1. verdenskrig gennem hele mellemkrigsperioden.
Fordi Finland var medlem af Anti-Komintern-Pagten og havde underskrevet andre aftaler med Tyskland, Italien og Japan betragtede de allierede Finland som en af Aksemagterne, selv om finnerne så sig som krigsførende sammen med Tyskland.

#### Internationale frivillige og støtte
Ligesom under Vinterkrigen blev der rekrutteret svenske frivillige. Indtil december til at bevogte den sovjetiske flådebase ved Hangö, som da blev evakueret over havet, hvorefter den svenske enhed officielt blev opløst. Under fortsættelseskrigen meldte frivillige sig for tre til seks måneders tjeneste. I alt over 1.600 kæmpede for Finland, selv om kun omkring 60 var tilbage i sommeren 1944. Omkring en tredjedel af de frivillige havde deltaget i Vinterkrigen. En anden betydelig gruppe, omkring en tredjedel af mændene, var svenske officerer på orlov.
Der var også en SS bataljon bestående af frivillige på den nordlige finske front fra 1942 til 1944 rekrutteret i Norge, som da var under tysk besættelse, og ligeledes nogle danskere.
Omkring 3.400 estiske frivillige deltog i Fortsættelseskrigen.
Ved andre lejligheder modtog finnerne omkring 2.100 sovjetiske krigsfanger til gengæld for de krigsfanger, de overlod til tyskerne. Disse krigsfanger var fortrinsvis estere og karelere, som var villige til at indtræde i den finske hær. Disse dannede, sammen med nogle frivillige fra det besatte Østkarelen, Slægts-bataljonen (på finsk: "Heimopataljoona"). Ved krigens slutning krævede Sovjetunionen, at medlemmer af denne betaljon blev udleveret. Nogle lykkedes det at flygte før eller under transporten, men de fleste af dem blev enten sendt til Gulag eller henrettet.

#### Jøder i Finland
Finland afslog at tillade indførelse af nazistisk forfølgelse af jøder. Finske jøder gjorde tjeneste i hæren, og jøder blev ikke blot tolereret i Finland, men de fleste jødiske flygtninge fik finsk asyl (kun 8 af 500 flygtninge blev udleveret til nazisterne). Feltsynagogen i Østkarelen var en af de få på Aksemagternes side i krigen. I de få tilfælde, hvor jødiske officerer fra Finlands hær blev tildelt det tyske jernkors, afslog de at modtage det.

#### Finsk besættelsespolitik
Omkring 2.600–2.800 sovjetiske krigsfanger blev overgivet til Nazi-Tyskland. De fleste af dem, ca. 2.000 sluttede sig til den Russiske Befrielseshær. En stor del af resten var hærofficerer og politiske officerer, og ud fra deres navne var 74 af dem jøder, og de fleste af dem døde i tyske koncentrationslejre, mens nogle blev overgivet til Gestapo til forhør. Nogle gange blev disse udleveringer krævet til gengæld for våben eller mad.
Det sidste var der især knaphed på i 1942 i Finland på grund af en dårlig høst, og primært af denne grund steg antallet af døde i finske lejre dramatisk. Straffe for flugtforsøg og alvorlige brud på reglerne betød isolation og henrettelse. Ud af 64.188 sovjetiske krigsfanger døde 18.318 i finske krigsfangelejre.
Efter krigen blev der rejst tiltale mod 1.318 finske lejrfunktionærer, på grundlag af vidneudsagn fra tidligere krigsfanger, hvilket førte til 723 domfældelser, mens 658 blev frikendt. De blev tiltalt for 42 henrettelser og 242 mord.
Et betydeligt antal sovjetiske immigranter, som var kommet til Østkarelen efter 1917, blev placeret i koncentrationslejre. Det var russiske kvinder, små børn og gamle, da næsten alle mænd og kvinder i den arbejdsdygtige alder enten var indkaldt eller evakueret: kun ⅓ af den oprindelige befolkning på 470.000 var tilbage i Østkarelen, da de finske besættere ankom, og kun halvdelen af disse var karelere. Omkring 30% (24.000) af den tilbageværende russiske befolkning blev anbragt i lejre, 6.000 af dem var flygtninge, som blev taget til fange, mens de afventede at kunne blive transporteret over Onega-søen, og 3.000 fra den sydlige side af floden Svir, efter sigende for at sikre området bag fronten mod partisanangreb.
Den første af lejrene blev etableret den 24. oktober 1941 i Petrosavodsk. I løbet af foråret og sommeren 1942 døde 3.500 indsatte af fejlernæring. I den sidste halvdel af 1942 faldt antallet af indsatte hurtigt til 15.000 i takt med, at folk blev sendt tilbage til deres hjem eller blev flyttet til "sikre" landsbyer, og i takt med at fødevaresituationen forbedredes døde kun 500 i de sidste to år af krigen. I de følgende år tilbageholdt finnerne yderligerer flere tusinde civile fra områder med partisanaktivitet, men da frigivelserne fortsatte, forblev antallet af tilbageholdte på omkring 13.000-14.000.

#### Sovjetisk partisanvirksomhed
Sovjetiske partisaner gennemførte en række operationer. Det største mislykkedes, da den 1. Partisanbrigade blev ødelagt i begyndelsen af 1942 ved Seesjärvi søen. Partisaner uddelte propagandaaviser "Pravda" på finsk og "Lenins Banner" på russisk. En af lederne af partisanbevægelsen i Finland og Karelen var Jurij Andropov.
I Østkarelen angreb de fleste partisaner finske militærforsyninger og kommunikationsmål, men på den finske side af grænsen havde næsten to tredjedele af angrebene civile mål, dræbte 200 og sårede 50, herunder børn og gamle.

### Sovjets offensiv 1944

#### Indledning til fred
Finland begyndte aktivt at finde en vej ud af krigen efter det katastrofale tyske nederlag ved Stalingrad i januar–februar 1943. Edwin Linkomies dannede en ny regering med fred som højeste prioritet. Forhandlinger blev gennemført med mellemrum i 1943–44 mellem Finland og den repræsentant, Juho Kusti Paasikivi, på den ene side og De Vestallierede og Sovjetunionen på den anden side, men der blev ikke nået til enighed om en aftale. Stalin besluttede at tvinge Finland til overgivelse. En kampagne med terrorbombninger fulgte. Luftkampagnen i februar 1944 omfattede tre store luftangreb på Helsinki med over 6.000 fly. Det finske antiluftskyts slog imidlertid angrebene tilbage. Det antages, at kun omkring 5% af bomberne ramte de planlagte mål. Store angreb ramte også Oulu og Kotka men ved hjælp af aflytning af radiokommunikation og effektiv antiluftskytsforsvar var tabstallene små.

#### Generobring af Det Karelske Næs
Den 9. juni 1944 indledte Sovjetunionen Vyborg–Petrozavodsk Offensiven mod finske stillinger på Det Karelske Næs og i området ved Ladogasøen. Offensiven var planlagt til at korrespondere med D-dag i Normandiet. På offensivens 2. dag brød sovjetiske styrker igennem de finske linjer, og i de følgende dage gennemførte de fremrykninger, som lod til at true Finlands overlevelse. På det 21,7 km brede hul i fronten havde den Røde Hær koncentreret 2.851 45 mm kanoner og 130 50 mm kanoner. På visse steder på det Karelske næs havde Sovjetunionen opstillet 200 kanoner for hver kilometer – en for hver 5 meter. Den 9. juni afskød det sovjetiske artilleri over 80.000 granater på det Karelske Næs. Sovjetiske tropper rykkede ind i Petrozavodsk den 28. juni 1944. Inden de trak sig tilbage, udleverede finnerne to ugers rationer til den lokale civilbefolkning.
Finland savnede især moderne anti-tank våben, som kunne stoppe de tunge sovjetiske tanks, og den den tyske udenrigsminister Joachim von Ribbentrop tilbød dem disse våben mod en garanti for, at Finland ikke igen ville søge en separat fredsaftale. Den 26. juni gav præsident Risto Ryti personligt denne garanti, som han agtede at fastholde i resten af sin præsidenttid. Udover leverancer af udstyr sendte Hitler nogle brigader af angrebsartilleri og en enhed jagerbombere fra Luftwaffe, som midlertidigt skulle understøtte de mest udsatte forsvarsstillinger.
Med nye forsyninger fra Tyskland kunne finnerne nu overvinde krisen og stoppede de sovjetiske styrker i begyndelsen af juli 1944. På dette tidspunkt havde de finske styrker trukket sig omkring 100 km tilbage, hvilket nogenlunde bragte dem tilbage til den forsvarslinje, de havde holdt ved afslutningen af Vinterkrigen. Denne linje blev kendt som VKT-linjen (for "Viipuri–Kuparsaari–Taipale", og gik fra Vyborg til Vuoksi floden og langs floden til Ladogasøen ved Taipale) hvor den sovjetiske offensiv blev stoppet i slaget ved Tali-Ihantala trods deres numeriske og materielle overlegenhed. Finland var allerede da blevet af sekundær betydning for de sovjetiske ledere, som nu vendte sin opmærksomhed mod Polen og det sydøstlige Europa. De allierede havde allerede gennemført deres landgang i Normandiet og var under fremrykning mod Tyskland, og de sovjetiske ledere ville ikke give dem frit spil i Centraleuropa. Selv om den finske front igen stabiliseredes, var finnerne udmattede af krigen og ville ud af den.

### Våbenhvile og efterspillet
Mannerheim havde gentagne gange husket tyskerne på, at hvis deres tropper i Estland trak sig tilbage, ville Finland blive tvunget til at slutte fred, selv om det blev på meget ufordelagtige betingelser. Et sovjetisk besat Estland ville have givet de sovjetiske styrker en favorabel base for en amfibieinvasion og luftangreb mod Helsinki og andre byer og ville have afskåret Finland fra havet.
Da tyskerne rent faktisk trak sig tilbage, steg det finske ønske om at få afsluttet krigen. Måske i erkendelse af at finnerne havde ret, var de første tyske reaktioner på finske udtalelser om, at man ønskede fred, begrænset til verbal modstand. Tyskerne arresterede dog også hundredvis af finske søfolk på handelsskibe i Tyskland, Danmark og Norge.
Præsident Ryti trak sig tilbage og gjorde dermed en separatfred mulig, og Finlands militære leder og folkehelt, Carl Gustaf Mannerheim, blev ekstraordinært valgt til præsident af parlamentet og påtog sig ansvaret for at få afsluttet krigen.
Den 4. september afsluttede en våbenhvile de militære aktioner på den finske side. Sovjetunionen afsluttede kampene præcis 24 timer efter finnerne. Våbenhvilen i Moskva blev underskrevet i Moskva den 19. september mellem Sovjetunionen og Finland. Finland måtte give mange indrømmelser: Sovjetunionen fik grænserne fra 1940 tilbage med tilføjelse af Petsamo området, Porkkala halvøen ved Helsinki blev leaset til Sovjetunionen som flådebase i 50 år, og transitrettigheder blev indrømmet. Den finske hær skulle hurtigt demobiliseres, og Finland skulle udvise alle tyske tropper fra sit territorium i løbet af 14 dage. Da tyskerne ikke forlod Finland inden den fastsatte deadline, måtte finnerne kæmpe mod deres tidligere allierede i Laplandskrigen. Finnerne skulle også rydde minefelterne i Karelen (herunder Østkarelen) og i Den Finske Bugt. Minerydningen var en langvarig operation, især til søs, og varede indtil 1952 med 100 dræbte og over 200 sårede til følge, flest i Lapland.
I modsætning til de øvrige østeuropæiske lande, hvor krigen fortsatte til den bitre ende, kom det ikke til en sovjetisk besættelse af Finland, og Finland bevarede sin selvstændighed. Kommunisterne tog heller ikke magten som i de østeuropæiske lande. En politik, som fik navnet Paasikivi-Kekkonen doktrinen blev grundlaget for den finske udenrigspolitik over for Sovjetunionen indtil dens opløsning.
Som det var tilfældet med den sovjetiske besættelse af de Baltiske Lande, anerkendte den amerikanske regering ikke Sovjets besættelse af Vestkarelen, hverken i 1940 eller 1944.

## Analyse

### Krigens mål
I modsætning til Vinterkrigen, som var en sovjetisk angrebskrig mod Finland, var Fortsættelseskrigen en finsk angrebskrig, som forsøgte at rette op på det tab af territorium som fulgte med Vinterkrigen og forebygge sovjetisk aggression. Der foregår en debat i Finland om hvorvidt landet havde en realistisk mulighed for ikke at slå sig sammen med tyskerne i Operation Barbarossa og om hvor meget af den finske indsats, der var moralsk berettiget. Der er imidlertid almindelig enighed om, at et af de vigtigste finske mål var at få det i Vinterkrigen tabte område tilbage.
Finlands vigtigste mål under 2. verdenskrig var, selv om det aldrig blev sagt åbent, at overleve krigen som et uafhængigt demokratisk land, som kunne fastholde sin uafhængighed i et politisk fjendtligt miljø. Specielt i Fortsættelseskrigen forsøgte Finland også at genvinde det tabte terræn fra Fredstraktaten i Moskva ved at udvide sit territorium længere mod øst, og dermed have mere ikke-finsk område at forsvare sig på, inden de sovjetiske hære nåede til finsk territorium. Nogle små højreorienterede grupper gik ind for en ideologi om et Storfinland. Finlands indsats i 2. verdenskrig var, hvad angår overlevelse og set i bakspejlet en succes, selv om prisen var høj i menneskeliv, krigsskadeerstatninger, tab af territorium, skade på landets internationale renomme og efterfølgende tilpasning til Sovjet under Den kolde Krig (se: Finlandisering). Den finsk-tyske alliance var anderledes end de fleste andre akserelationer, hvilket bl.a. ses af de finske jøders deltagelse i kampen mod Sovjetunionen.
Finnerne gennemførte ingen antijødiske tiltag i Finland, trods gentagne anmodninger fra Tyskland.
Sovjetunionens krigsmål er vanskeligere at vurdere på grund af hemmelighedskræmmeriet i det stalinistiske Sovjet. Sovjetiske kilder fastholder, at den sovjetiske politik op til Fortsættelseskrigen bedst kan betegnes som defensiv gennem offensive tiltag: delingen af det besatte Polen med Tyskland, besættelsen af Baltikum og invasionen af Finland i Vinterkrigen ses af dem som elementer i etableringen af en forsvarszone mellem den følte trussel fra de kapitalistiske lande i Vesteuropa og det kommunistiske Sovjetunionen på samme måde, som nogen ser etableringen af sovjetiske satellitstater i Warszawa-pagten og den finsk-sovjetiske samarbejdstraktat fra 1948. Kendte vestlige forskere såsom Norman Davies og John Lukacs afviser dette synspunkt og hævder, at Sovjetunionens politik før krigen tog sigte på at holde sig ude af krigen og genvinde territorium, som gik tabt ved det russiske imperiums opløsning.

## Slag og operationer
- Finlands generobring af Ladoga Karelen (1941)
- Finlands generobring af Det Karelske Næs (1941)
- Finlands erobring af Østkarelen (1941)
- Belejringen af Leningrad (1941-1943)
- Operation Silberfuchs (1941)
- Vyborg–Petrozavodsk Offensiven (1944)
- Slaget ved Tali-Ihantala (1944)
- Slaget i Vyborgbugten (1944)
- Slaget ved Vuosalmi (1944)
- Slaget ved Nietjärvi (1944)
- Slaget ved Ilomantsi (1944)